# 馬德懋
馬德懋（1784年6月2日（乾隆四十九年四月十五日）—1858年12月11日（咸豐八年十一月七日）），和名與那原親方良綱，琉球國第二尚氏王朝政治家、三司官。
馬德懋出生在馬氏與那原殿內家族。道光七年（1827年），他以年頭使的身份出使薩摩藩，翌年歸國。道光八年戊子二月朔日（1828年3月16日），他在世子尚育代理朝政之後被任命為三司官。道光九年己丑九月初二日（1829年9月29日），賜紫地浮織冠。道光十八年戊戌八月四日（1838年9月22日），尚育王賜給他青地五色浮織冠。道光二十八年（1848年）致仕。咸豐八年戊午十一月七日（1858年12月11日）卒，壽七十五。